# Zațarne (Tokari), Sumî
Zațarne (în ucraineană Зацарне) este un sat în comuna Tokari din raionul Sumî, regiunea Sumî, Ucraina.

## Demografie
Componența lingvistică a localității Zațarne
     Ucraineană (100%)
Conform recensământului din 2001, toată populația localității Zațarne era vorbitoare de ucraineană (100%).